# À feu et à sang (film)
Pour plus de détails, voir Fiche technique et Distribution.
À feu et à sang (The Cimarron Kid) est un film américain réalisé par Budd Boetticher et sorti en 1952.

## Synopsis
Ancien ami des Dalton, Bill Doolin, dit Cimarron Kid, est accusé sans preuves de les avoir aidé pour l'attaque d'un train. Entraîné malgré lui, il se joint à eux et commet plusieurs vols. Ayant rencontré la fille d'un membre du gang repenti, il compte s'amender. Mais, lors de son dernier hold-up, la bande est trahie et le Kid arrêté...

## Fiche technique
- Titre original : The Cimarron Kid
- Titre français : À feu et à sang
- Réalisation : Budd Boetticher
- Scénario : Louis Stevens, d'après une histoire de Kay Lenard et Louis Stevens
- Direction artistique : Bernard Herzbrun, Emrich Nicholson
- Décors : Russell A. Gausman, Joseph Kish
- Costumes : Bill Thomas
- Photographie : Charles P. Boyle
- Son : Leslie I. Carey, Corson Jowett, James Swartz
- Montage : Frank Gross
- Musique : direction musicale de Joseph Gershenson
- Production : Ted Richmond
- Société de production : Universal Pictures
- Société de distribution : Universal Pictures
- Pays de production :  États-Unis
- Langue originale : anglais
- Format : couleur (Technicolor) — 35 mm — 1,37:1 — son Mono (Western Electric Recording)
- Genre : Western
- Durée : 84 minutes
- Dates de sortie : 
  - États-Unis : 13 janvier 1952 (première à Los Angeles)
  - France : 14 novembre 1952

## Distribution
- Audie Murphy  (V.F. : Jacques Thebault) : Bill Doolin / Cimarron Kid
- Beverly Tyler : Carrie Roberts
- James Best  (V.F. : Hubert Noel) : "Bitter Creek" Dalton
- Yvette Duguay : Rose
- John Hudson  (V.F. : Roland Menard) : "Dynamite Dick" Dalton
- Hugh O'Brian  (V.F. : Roger Rudel) : Red Buck
- Roy Roberts  (V.F. : Richard Francoeur) : Pat Roberts
- David Wolfe : Sam Swanson
- Noah Beery Jr.  (V.F. : Jean Daurand) : Bob Dalton
- Leif Erickson  (V.F. : Lucien Bryonne) : Marshal John Sutton
- John Hubbard : George Webber
- Frank Silvera : Stacey Marshall
- Ann Robinson  (V.F. : Nadine Alari) : Lola Plummer
- Frank Ferguson (V.F. : Jean-Henri Chambois) : Garde de la prison
- Wheaton Chambers (V.F. : Jean Gournac) : Avocat Thompson
- Chuck Hamilton (V.F. : Jacques Beauchey) : Détective

Acteurs non crédités
- Charles Delaney : Tilden
- Harry Harvey : Employé de magasin
- Rory Mallinson : Shérif-adjoint
- Gregg Palmer : Grat Dalton

## Autour du film
- Hollywood Reporter précise dans un numéro de mai 1952 qu'Universal avait loué entièrement la ville de Columbia (Californie), pour pouvoir en utiliser les bâtiments, les rues et la voiture de pompiers datant de 1880, et avait engagé comme figurants les 52 citoyens de la ville[1].
- Le film dans une première version finissait avec la mort du personnage joué par Audie Murphy, mais cette fin fut changée à la suite de la pression des fans de l'acteur[1].